# 訥瑟烏德

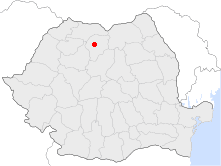

訥瑟烏德是羅馬尼亞的城鎮，位於該國北部，距離首府比斯特里察18公里，由比斯特里察-訥瑟烏德縣負責管轄，面積43.25平方公里，海拔高度325米，2009年人口10,918，大多數居民信奉東正教。